# Kim Saeng
Kim Saeng (김생, 金生, né à Gyeongju en 711, mort en 791) est un calligraphe coréen.

## Œuvre
C'est le calligraphe le plus réputé de l'époque de Silla, au point que certaines de ses œuvres auraient été attribuées par erreur au grand calligraphe chinois Wang Xizhi. 
Il est réputé pour sa calligraphie dans les styles régulier, semi-cursif et cursif.
Aucune se ses œuvres n'a été conservée. Toutefois une stèle dédiée au moine Nanggon, Nanggong taesa paegwŏl sŏun t’ap pi, constituée de caractères en style semi-cursif copiés d'œuvres de Kim Saeng, montre un style individuel et distinctif, avec de grandes variations dans chaque trait.